# Padang Matinggi (Barumun Tengah)
Padang Matinggi is een bestuurslaag in het regentschap Padang Lawas van de provincie Noord-Sumatra, Indonesië. Padang Matinggi telt 161 inwoners (volkstelling 2010).